# Estação Sentier
Sentier é uma estação da linha 3 do Metrô de Paris, localizada no 2.º arrondissement de Paris.

## Localização
A estação está estabelecida abaixo da rue Réaumur, no cruzamento com a rue de Cléry e a rue du Sentier. O nome da estação vem da rue du Sentier que fica próxima à estação.

## História
Em 2011, 3 318 660 passageiros entraram nesta estação. Ela foi vista a entrar 3 568 784 passageiros em 2013, o que a coloca na 149ª posição das estações de metrô por sua frequência.

## Serviços aos Passageiros

### Acessos
A estação tem dois acessos levando à rue Réaumur:
- O acesso 1 "Rue du Sentier" estando então entre os raros da rede a estar estabelecido em um imóvel no n° 97 da rue Réaumur, e tendo como título um modelo de sinal único datado da década de 1930;
- O acesso 2 "Rue des Petits-Carreaux", ornado com uma edícula Guimard que é objeto de uma inscrição ao título dos monumentos históricos[3] se encontra à direita do 87 da rue Réaumur na entrada da rue des Petits-Carreaux.

### Plataformas
Sentier é uma estação de configuração padrão: ela possui duas plataformas separadas pelas vias do metrô e a abóbada é elíptica. Desde a década de 1950, os pés-direitos são revestidos de uma cambagem metálica com colunas horizontais brancas e quadros publicitários dourados, iluminados. Esse arranjo é completado pelos assentos de estilo "Motte" amarelos. As telhas em cerâmica brancas chanfradas recobrem os pés-direitos, a abóbada e os tímpanos. A iluminação é fornecida por tubos fluorescentes independentes e o nome da estação é escrito em fonte Parisine em placas esmaltadas incorporadas na cambagem.

### Intermodalidade
A estação é servida pelas linhas 20 e 39 da rede de ônibus RATP.

## Galeria de fotografias

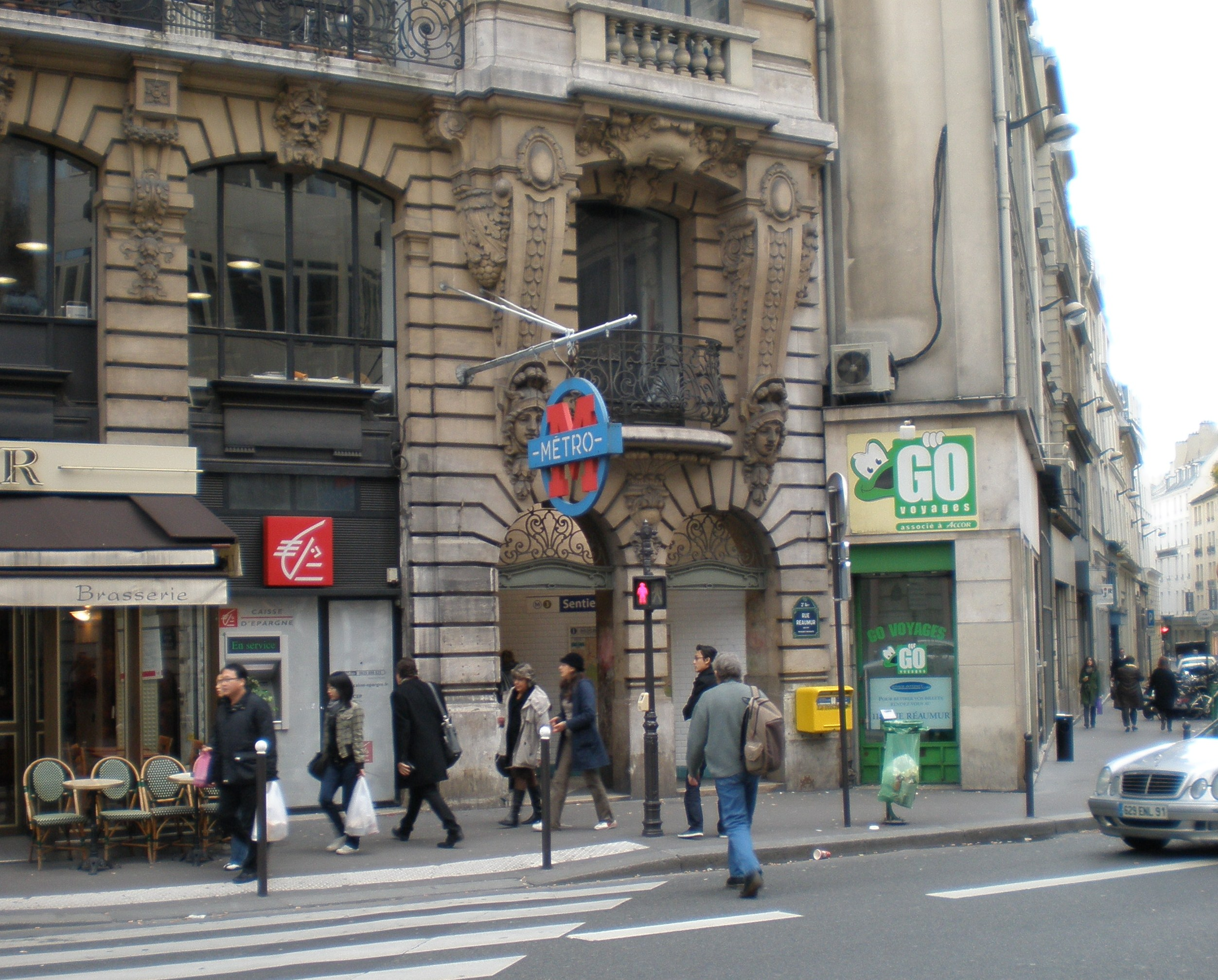
Uma entrada da estação (rue Réaumur).
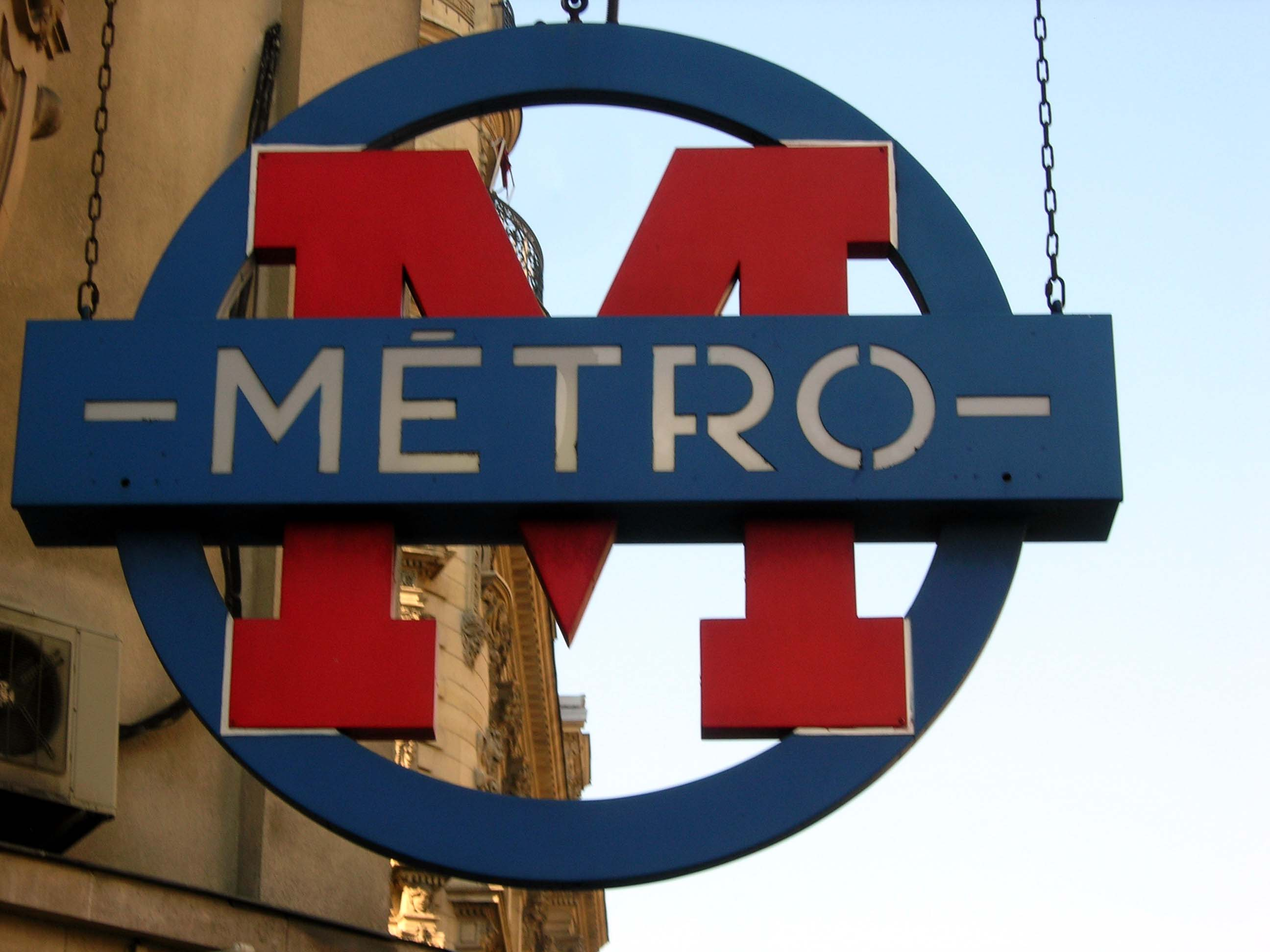
Modelo único sobre a rede do sinal da década de 1930.
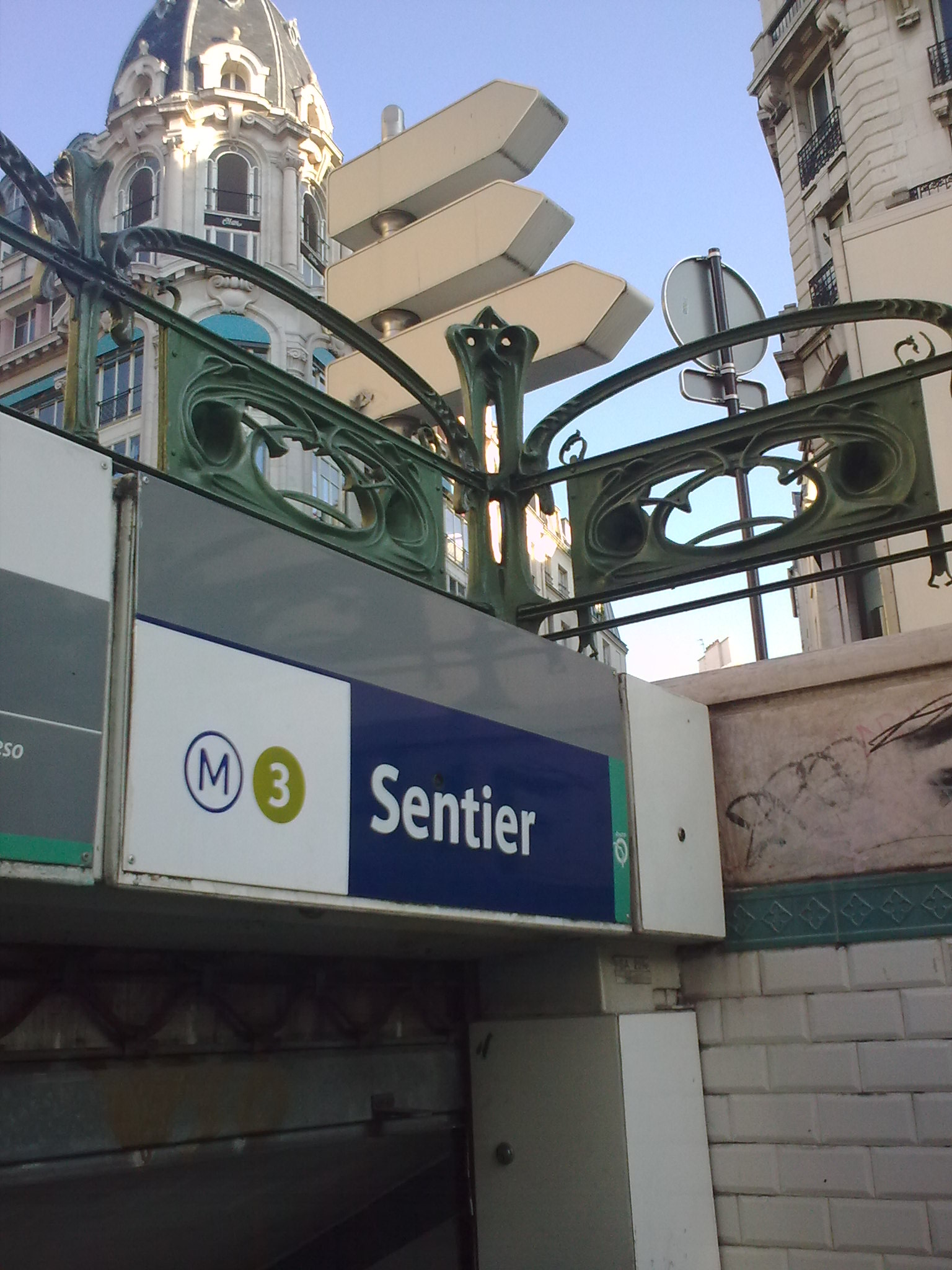
Uma edícula Guimard da estação (rue des Petits Carreaux).
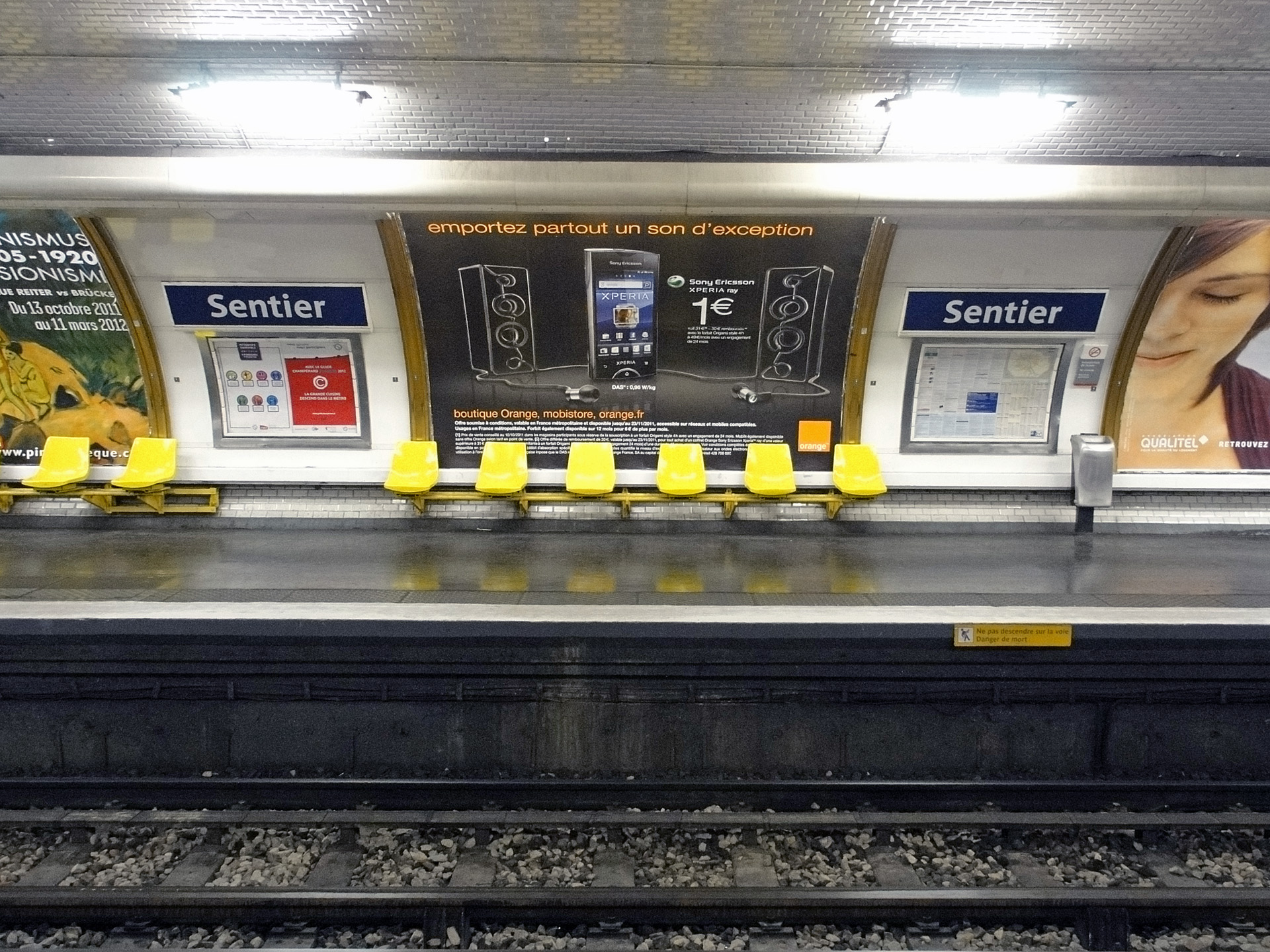
Assentos em uma das plataformas da estação.